# El Chorumo
El Chorumo är en ort i Mexiko.   Den ligger i kommunen Coahuayana och delstaten Michoacán de Ocampo, i den södra delen av landet, 500 km väster om huvudstaden Mexico City. El Chorumo ligger 175 meter över havet och antalet invånare är 150.
Terrängen runt El Chorumo är varierad. Runt El Chorumo är det glesbefolkat, med 8 invånare per kvadratkilometer. Närmaste större samhälle är Aquila, 14,7 km sydost om El Chorumo. I omgivningarna runt El Chorumo växer i huvudsak lövfällande lövskog.